# Mercat Building

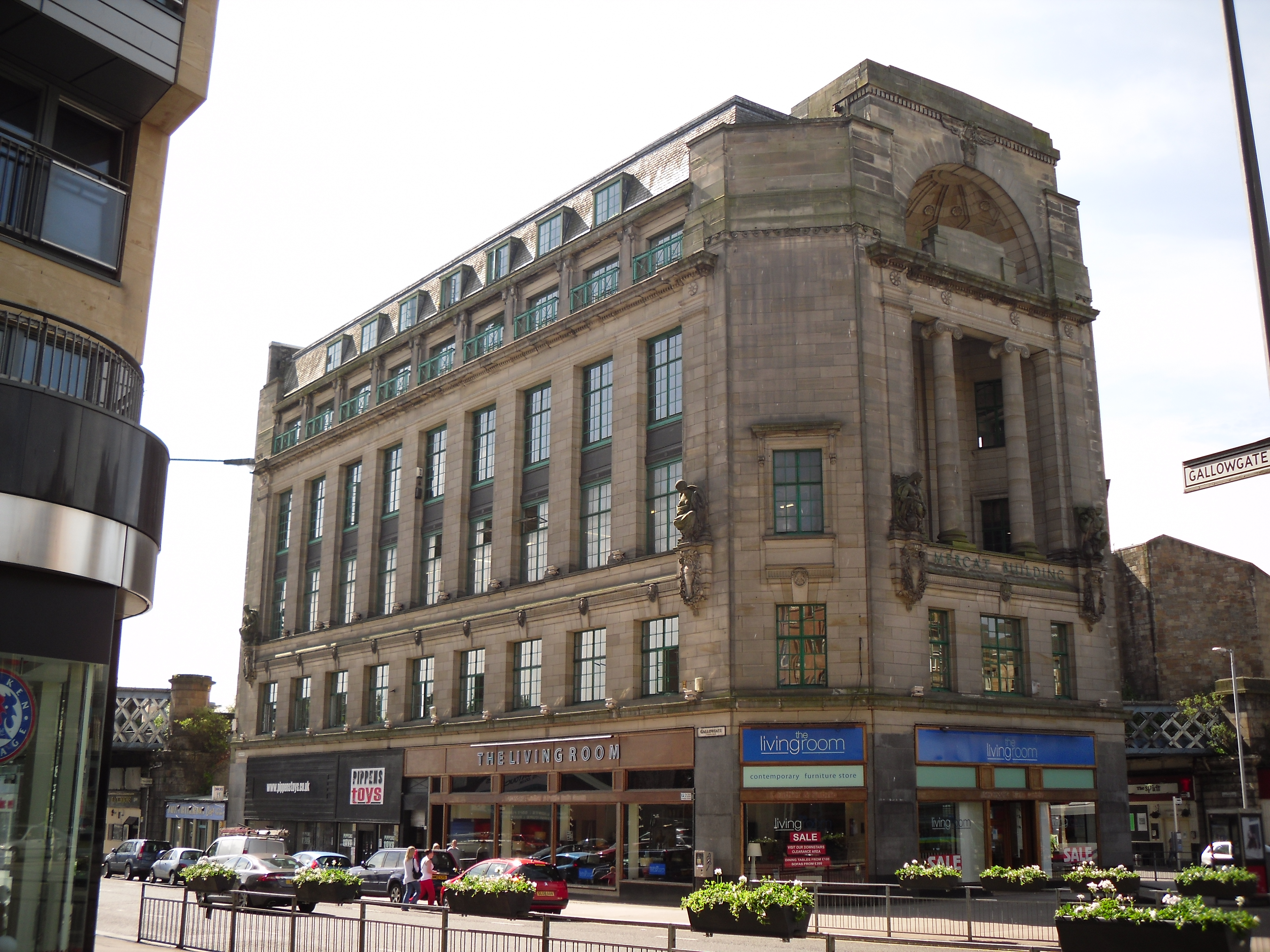
Mercat Building

Das Mercat Building ist ein Geschäftsgebäude in der schottischen Stadt Glasgow. 1970 wurden das Bauwerk als Einzeldenkmal in die schottischen Denkmallisten in der höchsten Denkmalkategorie A aufgenommen.

## Beschreibung
Das Bauwerk wurde zwischen 1925 und 1928 erbaut. Für den Entwurf zeichnet das Architekturbüro Keppie & Henderson verantwortlich, wobei im Wesentlichen Andrew Graham Henderson mit dem Mercat Building befasst war.
Das Gebäude steht zwischen der London Street und der Gallowgate abseits der Saltmarket (A8) im Südosten des Glasgower Zentrums. Zusätzlich zu seinen vier Stockwerken besitzt es zwei Mansardgeschosse. Während das Mauerwerk des Erdgeschosses aus schwarzem Granit besteht, wurden für die oberen Etagen ein heller, kontrastierender Stein verwendet. Den Straßenverläufen folgend, weist das Mercat Building einen keilförmigen Grundriss mit geschnittener Keilspitze auf. Die hohe rundbögige Aussparung an der Spitze ist mit ionischen Säulen gestaltet. Sie ist durch flankierende Skulpturen der Steinmetze Archibald Dawson und Alexander Proudfoot ornamentiert. Die Seitenfassaden sind symmetrisch mit länglichen Sprossenfenstern gestaltet. Zwischen drittem und viertem Geschoss erstrecken sich kolossale Pilaster. Oberhalb des Kranzgesimses liegt das untere Mansardgeschoss mit metallenen Balkonbrüstungen. Das abschließende Geschoss ist mit Schiefer verkleidet.